# Verfassungsreferendum in Haiti 1985
Beim Verfassungsreferendum in Haiti 1985 sollten die Einwohner Haitis auf Wunsch von Präsident Jean-Claude Duvalier am 22. Juli 1985 über eine Änderung der Verfassung von 1983 „entscheiden“.

## Hintergrund
Seit dem Jahr 1971 regierte Duvalier als Präsident auf Lebenszeit Haiti autokratisch. Die Miliz der Tonton Macoute sorgte für die Unterdrückung von Unmutsäußerungen der Bevölkerung. Einzige zugelassene Partei war die Parti de l’Unité Nationale (PUN) Duvaliers.
Bereits im Jahr 1983 hatte Duvalier auf nachlassende Popularität, die durch einen Besuch von Papst Johannes Paul II. im Jahr 1983 und wachsenden Druck der Vereinigten Staaten unter Präsident Ronald Reagan entstanden war, mit einer Verfassungsänderung reagiert. Im Jahr 1985 wuchs der Druck aus dem Ausland, Schritte auf dem Weg zu einer Demokratisierung einzuleiten.
Duvalier strebte deswegen Änderungen der Form der Exekutivgewalt an:
- Die Präsidentschaft auf Lebenszeit mit dem Recht, den eigenen Nachfolger benennen zu können, wurde bekräftigt,
- das Amt eines Premierministers wurde geschaffen und
- politische Parteien wurden förmlich verpflichtet, dem Präsidenten die Treue zu halten.[2]

Im Juni 1985 verabschiedete die ausschließlich aus Abgeordneten der PUN bestehende Abgeordnetenkammer einstimmig ein Gesetz, das es jeder politischen Organisation auferlegte, den Präsidenten Duvalier als obersten Entscheidungsträger der Nation anzuerkennen.

## Ergebnis und Folgen
Von rund 2,3 Millionen abgegebenen Stimmkarten enthielten nur 448 (0,02 Prozent) eine Ablehnung der Vorschläge.
Die Vereinigten Staaten begrüßten das Ergebnis der Abstimmung. Der amerikanische Botschafter ließ wissen, er bewerte die Entwicklung als einen „ermutigenden Schritt nach vorn“. Die Administration von Präsident Ronald Reagan berichtete dem Kongress, dass die „demokratische Entwicklung“ voranschreite.
Die Sendung Garanti la lwa („Das Gesetz schützen“) von Radio Soleil prangerte den Mangel an Demokratie auf humorvolle Weise an. Der Direktor des Senders wurde daraufhin mit drei weiteren ausländischen Priestern aus Haiti ausgewiesen.
Die Abstimmung wurde weithin als betrügerisch und undemokratisch angesehen. Sie löste eine Welle der nationalen und internationalen Empörung aus. Das vorgetäuschte demokratische Referendum führte zu breiter Unzufriedenheit in der Bevölkerung und einer allgemeinen Revolte. Am 28. November 1985 eröffnete die Miliz der Tontons macoute in Gonaïves das Feuer und töteten mehrere Menschen. Am 25. Dezember 1985 wurde Radio Soleil geschlossen.
Im Februar 1986 floh Jean-Claude Duvalier an Bord eines amerikanischen Militärflugzeugs in das Exil nach Frankreich. Er ließ einen Teil der finanziellen Ressourcen des haitianischen Staats auf Konten in der Schweiz transferieren, zu denen nur er Zugang hatte.